# Бєлорєченськ (Краснодарський край)
Бєлорєченськ (рос. Белоре́ченск) — місто краєвого підпорядкування в Росії, адміністративний центр Бєлорєченського району Краснодарського краю.
Населення міста — 53,9 тис. осіб (2005). Загальна чисельність населення району, з яким місто утворює єдине муніципальне об'єднання, — 104 тис. осіб.
Місто розташоване на річці Біла в передгір'ях Головного Кавказького хребта. Відстань до Краснодара — 90 км, до Майкопа — 12. Вузлова залізнична станція (Бєлорєченська) Північно-Кавказької залізниці на ділянці Армавір—Туапсе з відгалуженням електрифікованої гілки по долині річки Біла (через Майкоп) до селища Каменномостський.
В районі — бальнеокліматична курортна місцевість Великовєчне.

## Історія
До другої половини XIX ст. на цьому місці знаходилось адигейське (черкеське) поселення Шитхала (Шитхьал - сучасна назва Бєлорєченська на адигейській мові). В 1860-х роках розпочинається активізація військових дій з боку Росії (див. Кавказька війна, Кавказьке мухаджирство).
- 1862 — Заснована козача фортеця, а після станиця Бєлореченська. Входила в Майкопський відділ Кубанської області.
- 1958 — Станиці надано статус міста і назву Бєлорєченськ.

## Економіка
- Хімічна промисловість: завод по виробництву фосфорних мінеральних добрив (належить ОАО "Єврохім")
- Харчова промисловість: молочний завод, харчокомбінат.
- Олієекстракційний завод.
- Меблева і деревообробна промисловість.
- Виробництво будматеріалів.
- Підприємство залізничного транспорту.

## Населення
Динаміка чисельності населення
| Рік                   | 1959 | 1970 | 1979 | 1989 | 2000 | 2003 |
| Населення (тис. чол.) | 35,9 | 36,0 | 42,9 | 52,0 | 55,3 | 54,0 |

Велика частина населення — росіяни (65 %). Вірмени (бл. 25%), адигейці, турки месхетинці (біженці, зараз більшість виїхало в США), єзиди, курди, дагестанці (в осн. аварці), менгрели, осетини.

## Уродженці міста
- Ведутов Олексій Максимович (1901 — 24 липня 1920) — воїн Армії УНР, загинув у бою з більшовиками на території ЗУНР, повіт Збараж, м. Медин. Похований: ЗУНР, повіт Збараж, с. Токи.[1]
- Валентин Русанцов (1939—2012) — митрополит, першоієрарх Російської православної автономної церкви.